# Luisa Mary von Robiano
Luisa Mary von Robiano geborene von Köppen (* 27. Januar 1821 in Newcastle upon Tyne; † 5. Juli 1886 in Untertürkheim) war eine deutsche Lehrerin und Schriftstellerin.

## Leben
Sie war die Tochter des deutschen Flüchtlings Heinrich von Köppen, der Schriftführer und Buchhalter in einem deutschen Handelshaus in England war und Unterricht in der deutschen Sprache gab. Er gründete ein eigenes Geschäft als Schiffsmakler und hatte mit seiner Frau sechs Kinder, von denen Luisa Mary die älteste war. Die Mutter starb im Jahr 1830, im Jahr darauf starb der Vater an der Cholera. Fünf seiner Kinder gingen zu einer Familie nach Tübingen, Louisa Mary kam zur Familie eines Kaufmannes in Hamburg, wo sie fünf Jahre lang eine gute Ausbildung erhielt. Sie übernahm eine Stelle als Lehrerin für Englisch am Katharinenstift in Stuttgart. Hier lernte sie ihren künftigen Mann kennen, den Grafen Alois Rob de Robiano, der viel älter war als sie. Sie gehörten verschiedenen Konfessionen an, er war Jesuit, sie Protestantin, was zu Konflikten führte, woraufhin das Paar sich trennte. Nach einem fünfjährigen Prozess wurde die Ehe vor einem belgischen Gericht geschieden. Diese Ereignisse schildert sie in ihrem ersten Roman Der Jesuit, den sie in Stuttgart verfasste, wohin sie aus England zurückgekehrt war. Später zog sie nach Bietigheim und nach Untertürkheim. Sie litt in den letzten Jahren an Taubheit und starb im Alter von 65 Jahren.

## Werke
- Der Jesuit, oder: Eine gemischte Ehe. Roman. 2 Bände. Ludwigsburg 1861.
- Ende gut, alles gut! Eine Erinnerung an Nauheim. Schweizerbart, Stuttgart 1863.
- Anna Boleyn. Historischer Roman. 2 Bände. Costenoble, Jena 1867. (Digitalisat Band 1), (Band 2)
- Lebende Bilder. Erzählungen. 2 Bände. Kollmann, Leipzig 1867. (Inhalt: I. Vaterlandsliebe. Lady Ellen, oder: Ein Gottesgericht. Der Einsiedler von Wildbad. Die Feder. II. Die unschuldig Gerichtete. Dr. Johannes Gall. Der alte Schäfer Hannes.)[1]
- Alexander Mentschikoff oder Fürstengunst und Ungnade. Historische Erzählung. 2 Bände. Kollmann, Leipzig 1868.
- Gustav Wasa. Historischer Roman. 2 Bände. Costenoble, Jena 1868. (Digitalisat Band 1)
- Dur und Moll. Erzählungen. 3 Bände. Römer, Zerbst 1869.[2]
- Robert Bruce, oder Die Helden von Bannockburn. Roman. 5 Bände. Rümpler, Hannover 1870. (Digitalisat Band 2), (Band 3), (Band 4), (Band 5)
- Die Rose v. Heidelberg. Htorischer Roman aus dem Pfälzerkriege 1689–1693. 4 Bände. Dürr, Leipzig 1872. (Digitalisat Band 1), (Band 2)
- Lady Jane Gray und ihre Zeit. Historisches Lebensbild. 4 Bände. Fleischer, Leipzig 1873. (Digitalisat Band 1),  (Band 2), (Band 3)
- Ebba Brahe. Historisches Familienbild. 3 Bände. Dürr, Leipzig 1877. (Digitalisat Band 1), (Band 2), (Band 3)